# 马夏尔·瓦兰将军大道

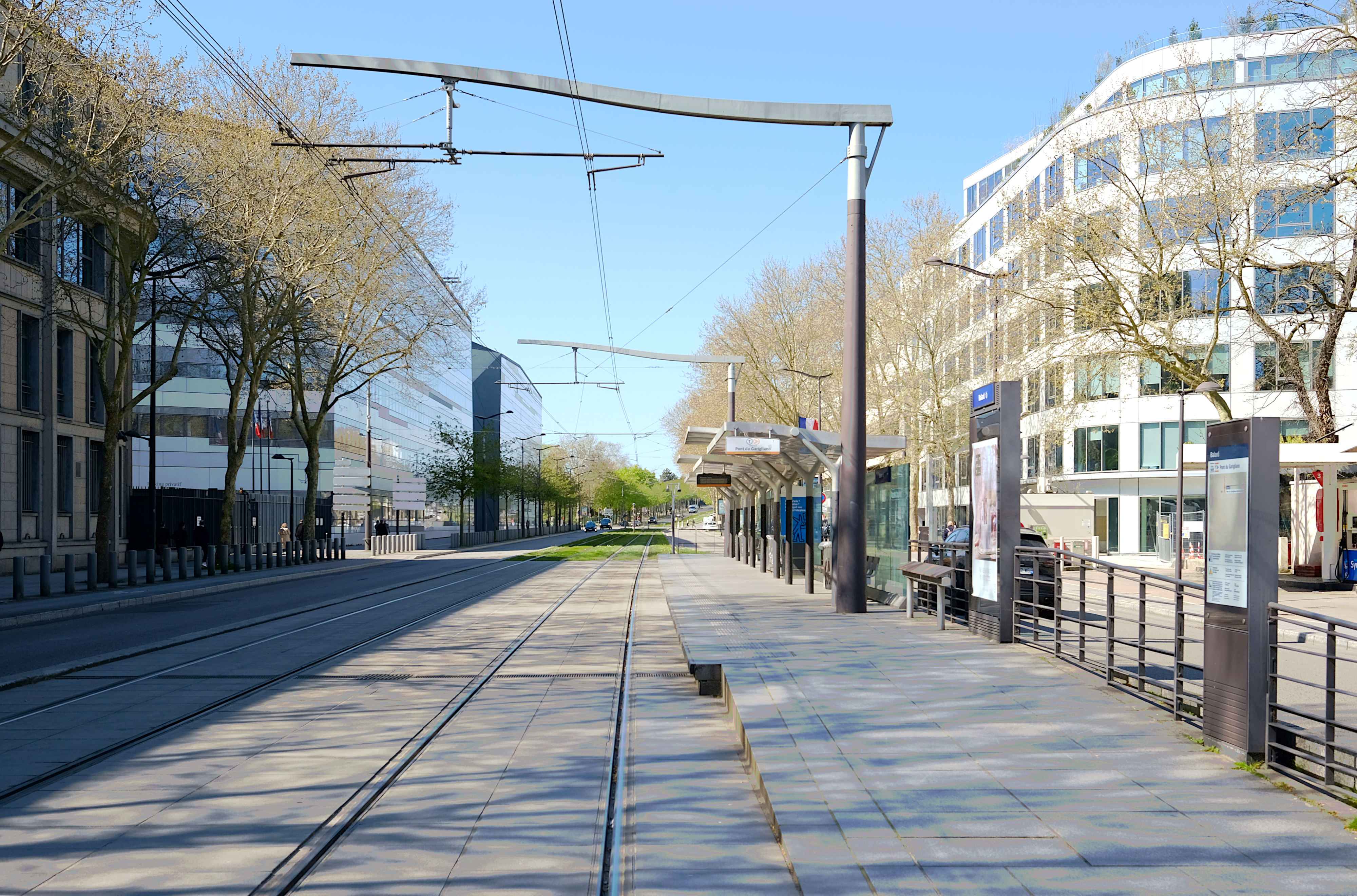
马夏尔·瓦兰将军大道（2025年4月）

马夏尔·瓦兰将军大道（Boulevard du Général-Martial-Valin）是巴黎十五区的一条街道，是巴黎环城的元帅大道（boulevards des Maréchaux）的一部分。它始于加里利亚诺桥、伊西莱穆利诺滨河路（Quai d'Issy-les-Moulineaux）和安德烈·雪铁龙滨河路（quai André-Citroën），止于维克托大道（Boulevard Victor）。长526米，宽33米。

## 名称
这条路得名于马夏尔·瓦兰将军（Martial Valin，1898-1980年）。

## 历史
开辟于1860年。命名于1987年1月9日。

## 建筑

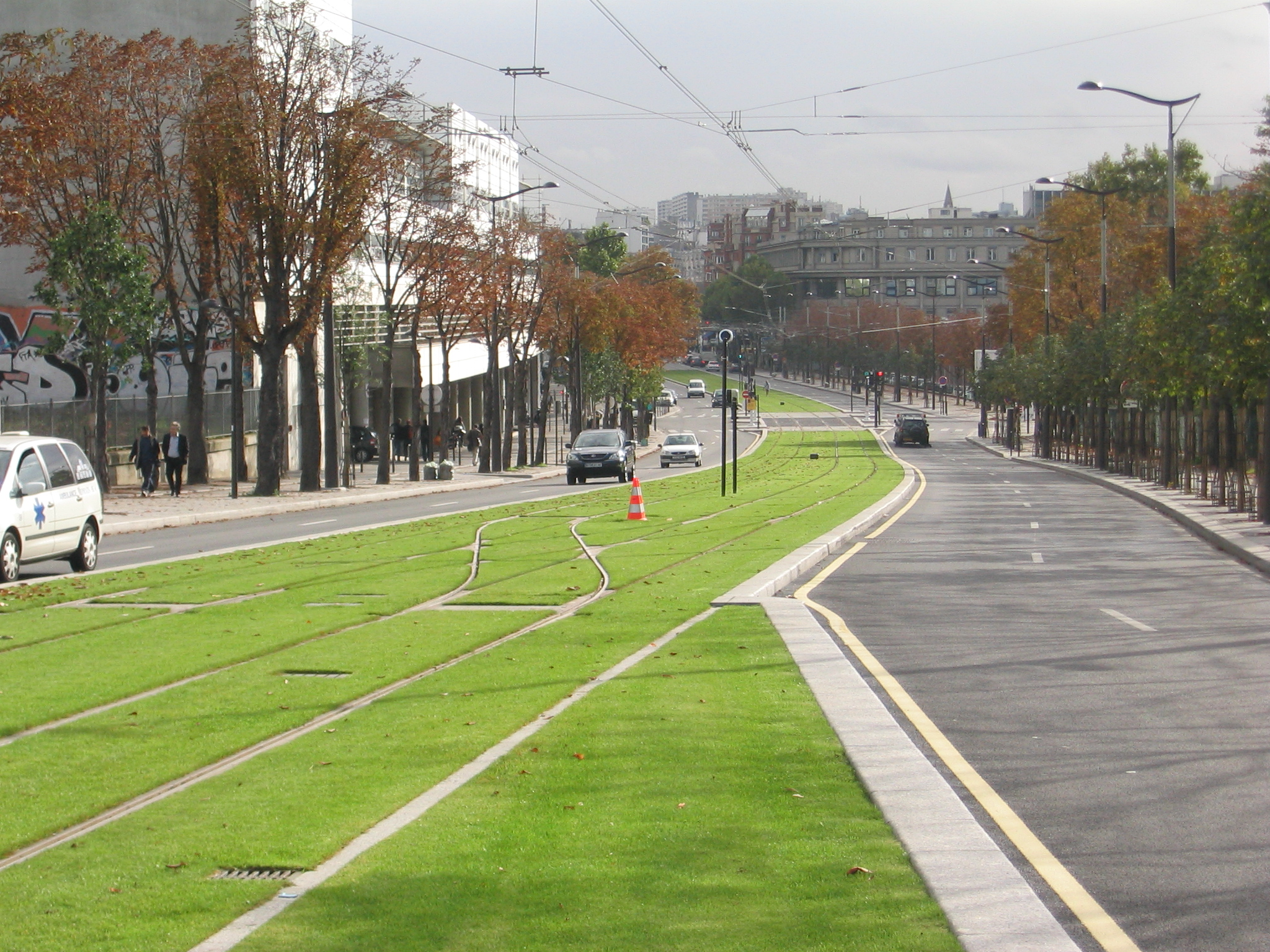
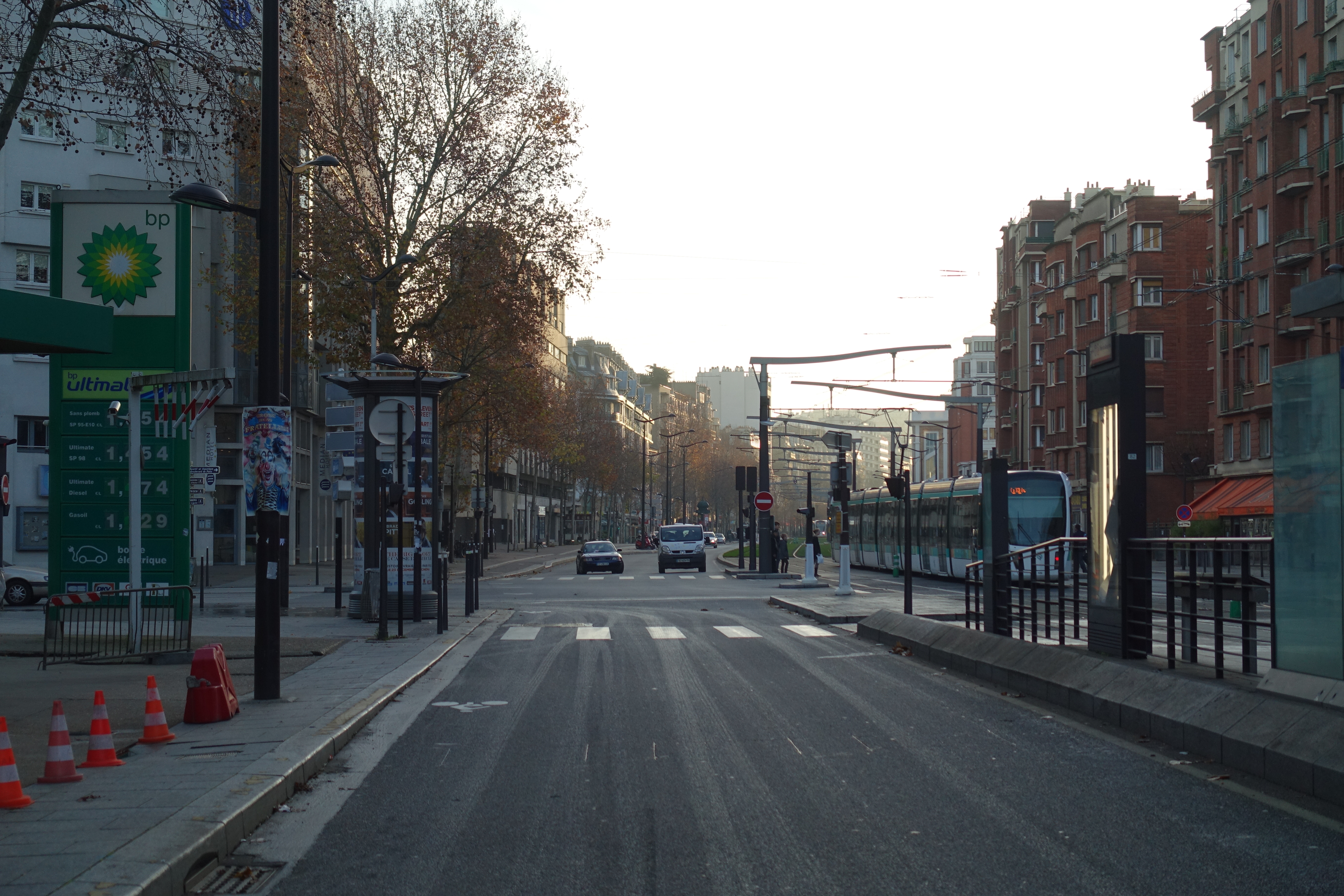
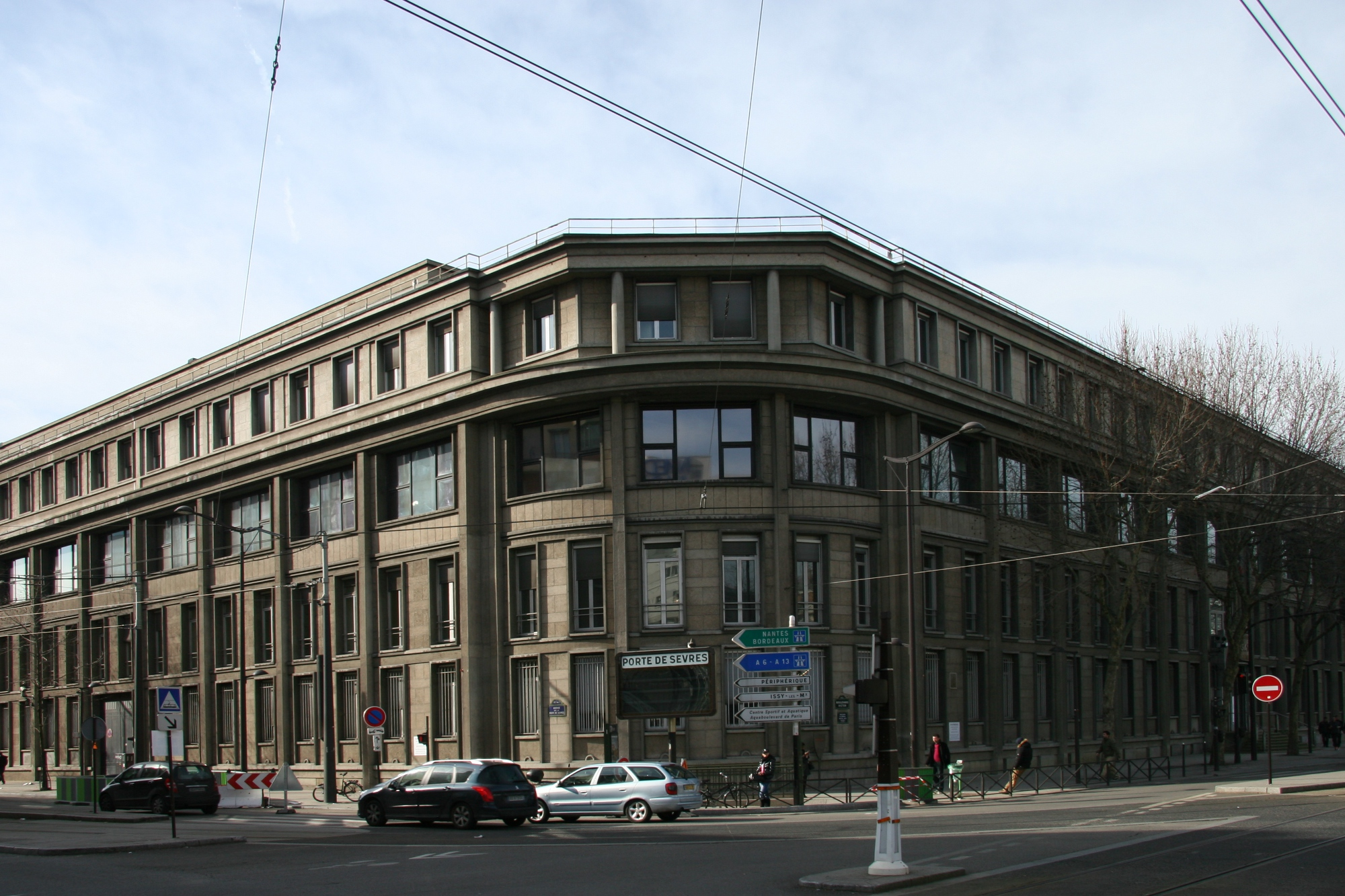

- 2号: [1]
- 8号:[2]